# Gilberto Angelucci
Gilberto Angelucci Guión (Turén, 7 de agosto de 1967) é um ex-futebolista venezuelano que jogava como goleiro. Jogou duas edições da Copa América, se aposentando em 2007. Hoje, Angelucci exerce a função de treinador.

## Carreira
A família de Angelucci era composta por imigrantes italianos que trabalhavam na agricultura. Foram crescendo em sua alma aquelas que seriam suas duas grandes paixões: futebol e aviação.
Em 1982, sua vida foi direcionada definitivamente ao futebol com a criação do Atlético Turén, clube de sua cidade natal, onde esteve envolvido desde o início da carreira até 1985, quando é chamado para fazer parte de um dos clubes mais famosos do país, a Portuguesa. Nesse mesmo ano, ele fez sua estreia contra o Deportivo Táchira (em uma grande performance de Gilberto), apesar da sua equipe ter sofrido uma derrota por 1-0.
Permaneceu na Portuguesa durante toda a temporada, e em 1986 se torna jogador do Táchira, onde a presença de um outro goleiro (Daniel Francovig) obriga o jovem goleiro a ir para o banco substitutos.
Mas os seus melhores momentos vêm com o tempo, quando atua no Minervén. Em 1989, virou titular de El Expreso Azul, e os seus brilhantes desempenhos, não só no torneio, mas na Copa Libertadores (onde a sua equipe chegou aos quartas-de-final) deu a possibilidade de jogar futebol a um nível bem superior. Foi quando ele começou sua carreira com o San Lorenzo de Almagro, onde permaneceu por 4 temporadas, vencendo o campeonato argentino em 1995.
Em 1998, Gilberto, agora um veterano, retorna à Venezuela, desta vez assinando um contrato com o Deportivo Italchacao e, em seguida, retorna ao Deportivo Táchira, onde conquistou o Campeonato de seu país, em 1999.
Na Pré-Libertadores de 1999, Angelucci disputou 2 jogos, levando seis gols, saiu invicto em 1 jogo e jogou outros 180 minutos, mas foi incapaz de classificar o Táchira para a Copa Libertadores de 2000.
Na Pré-Libertadores de 2000, Angelucci disputou 6 jogos, levando 8 gols, ficou invicto durante 2 jogos, e jogou 540 minutos restantes e obteve vaga para a Copa Libertadores de 2001.
Em 2001, o goleiro disputou 6 jogos, sofreu doze gols, não levou gols em um jogo, jogando 540 minutos, mas não avançou para as oitavas.
Em 28 de agosto de 2002, estreia na Copa Sul-Americana contra o Monagas Sport Club 0-2 derrota, disputando os 90 minutos.
Na mesma edição, levou cinco gols, e o Táchira acabou sendo eliminado na primeira fase.
Em 15 de maio de 2005, aos 37 anos, marca o seu primeiro gol na carreira, jogando pelo Maracaibo, durante a vitória de 6 a 0 frente ao Monagas.
Em 2006, o "Gigante de Turén" disputou 6 jogos, levou oito gols, ficando de fora da primeira fase da Libertadores.
Na Copa Libertadores de 2007, Angelucci, aos 39 anos de idade, disputou 3 jogos. Depois da competição, Gilberto decidiu encerrar sua longa carreira.

## Carreira de treinador
O primeiro time de Angelucci como treinador foi justamente o seu último como jogador de futebol, o Maracaibo. A estreia foi contra o Deportivo Anzoátegui com um  resultado de 1-1 - a sua primeira vitória foi contra o Llaneros (3 a 2), e sua primeira derrota foi um 4 a 0 contra o Zamora.
Depois de 10 jogos, em 6 de outubro de 2007 Angelucci deixa de ser treinador para exercer funções de diretor-técnico e, em seu lugar, retorna o antigo treinador, Jorge Pellicer.
Em 7 de setembro de 2008 volta a comandar o Maracaibo após a demissão de Nelson Carrero. Sua volta começou com uma vitória 1-0 contra o Deportivo Táchira.
Em 8 de dezembro, Angelucci declarou que continuará como comandante do Maracaibo no Torneo Clausura, que abrange apenas os dois jogos restantes para o time azul-grená.

## Curiosidade sobre Gilberto Angelucci

### Entrevista na Revista "Record" (suplemento do jornal El Universal)
“"... Quando era criança, o que eu mais gostava era de praticar baseball. Pertencia a uma equipe, mas o treinador estava irritado. Um dia eu xinguei o treinador e deixei o campo. Fui para um campo que era adjacente ao de beisebol (...) Não foi fácil. Comecei como um meio-campista, mas era muito ruim, eu tinha defesa, e ainda era pior. No final, como não havia onde colocar, fui enviado para o gol. Mas isso não era tudo. Também deveria assistir o meu pai, que não vê com bons olhos eu me dedicar ao futebol e entrou no campo para me tirar. Me agarrou pela orelha. Felizmente, isso mudou rapidamente e hoje ele é o meu fã número um ..."”

— Gilberto Angelucci - entrevista para a revista "Record", em 1999.
Em 7 de abril de 1999, a revista "Record", do jornal "El Universal", publicou uma nota em que o goleiro explicou o seu início no esporte:

## Carreira na seleção
Gilberto estreou na Seleção Venezuelana de Futebol na Copa América 1995 numa partida contra o México. Sua primeira partida em uma Eliminatória de Copa do Mundo foi em 1996, contra o Uruguai. Disputou toda a partida como titular. Abandonou a La vinotinto (apelido da Seleção Venezuelana) em 2005.